# Konecchlumí
Konecchlumí je obec v okrese Jičín v Královéhradeckém kraji. Leží zhruba deset kilometrů jihovýchodně od Jičína. Žije v ní 421 obyvatel.

## Historie
První písemná zmínka o obci pochází z roku 1226. Na přelomu 16. a 17. století vlastnil vesnici Vilém starší Konecchlumský z Konecchlumí, jeden z 27 vůdců stavovského povstání popravených v roce 1621 na Staroměstském náměstí.

## Obyvatelstvo
| Rok            | 1869 | 1880 | 1890 | 1900 | 1910 | 1921 | 1930 | 1950 | 1961 | 1970 | 1980 | 1991 | 2001 | 2011 | 2021 |
| -------------- | ---- | ---- | ---- | ---- | ---- | ---- | ---- | ---- | ---- | ---- | ---- | ---- | ---- | ---- | ---- |
| Počet obyvatel | 741  | 764  | 711  | 645  | 641  | 597  | 585  | 441  | 418  | 370  | 317  | 315  | 318  | 365  | 425  |
| Počet domů     | 91   | 94   | 97   | 98   | 108  | 111  | 129  | 140  | 117  | 114  | 100  | 132  | 133  | 152  | 156  |

## Obecní správa

### Části obce
- Kamenice
- Konecchlumí

V letech 1961–1990 k obci patřil i Kovač.

### Obecní symboly
Znak a vlajka byly obci uděleny rozhodnutím předsedkyně Poslanecké sněmovny Parlamentu České republiky dne 12. dubna 2013.

## Pamětihodnosti
- barokní kostel svatého Petra a Pavla z let 1728 až 1729, nad vesnicí. V interiéru kostela je umístěn cyklus obrazů malíře Vladimíra Komárka Křížová cesta.
- bývalá gotická tvrz, později přestavěná na sýpku
- Památník Viléma staršího Konecchlumského z Konecchlumí na stráni nad kostelem. Pomník spolu s mohylou navrhl sochař Jedlička z Vojic a nechalo jej postavit v roce 1907 družstvo.
- pomník padlým v 1. světové válce

## Galerie

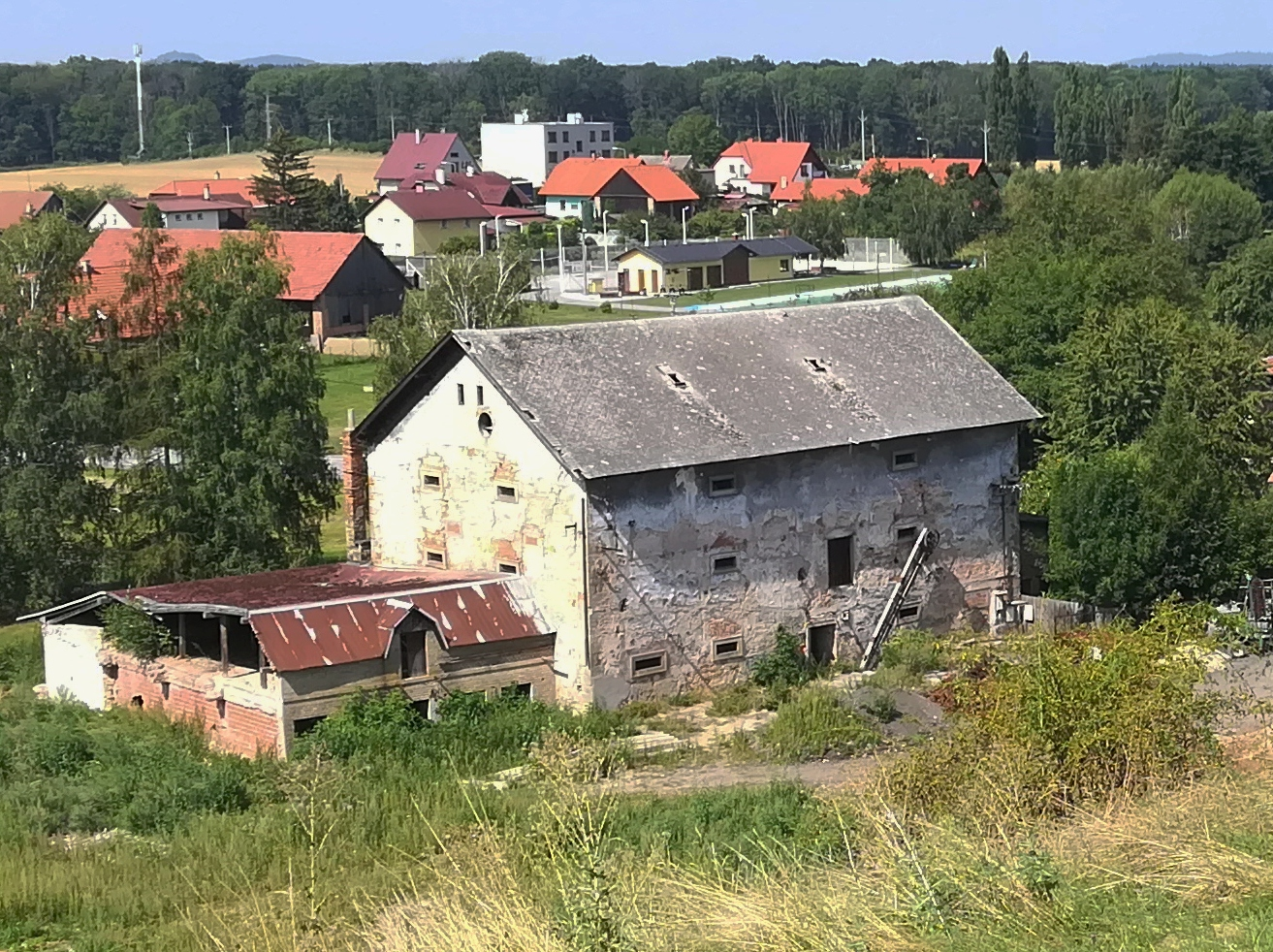
Sýpka, bývalá tvrz
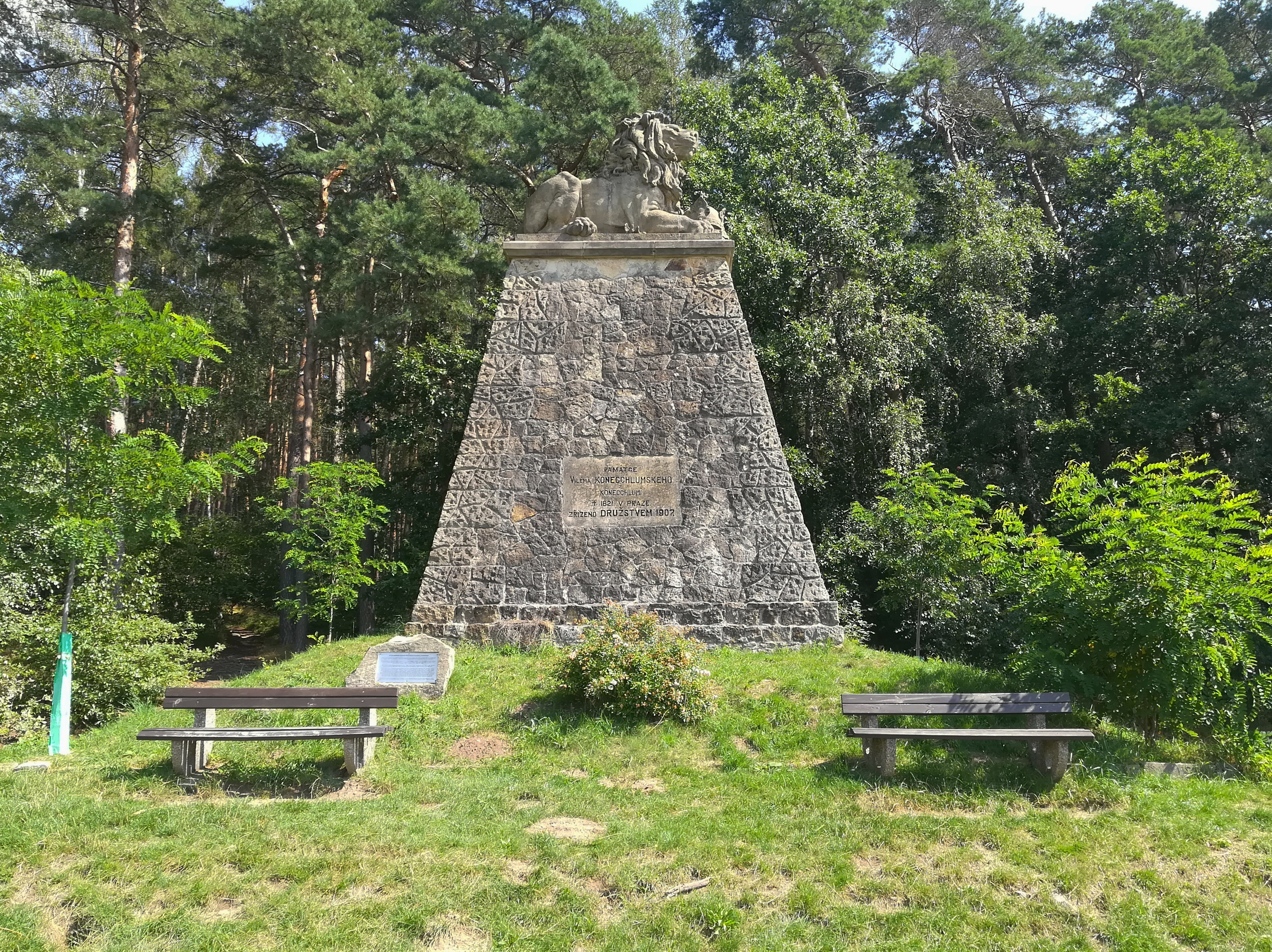
Památník Viléma Konecchlumského
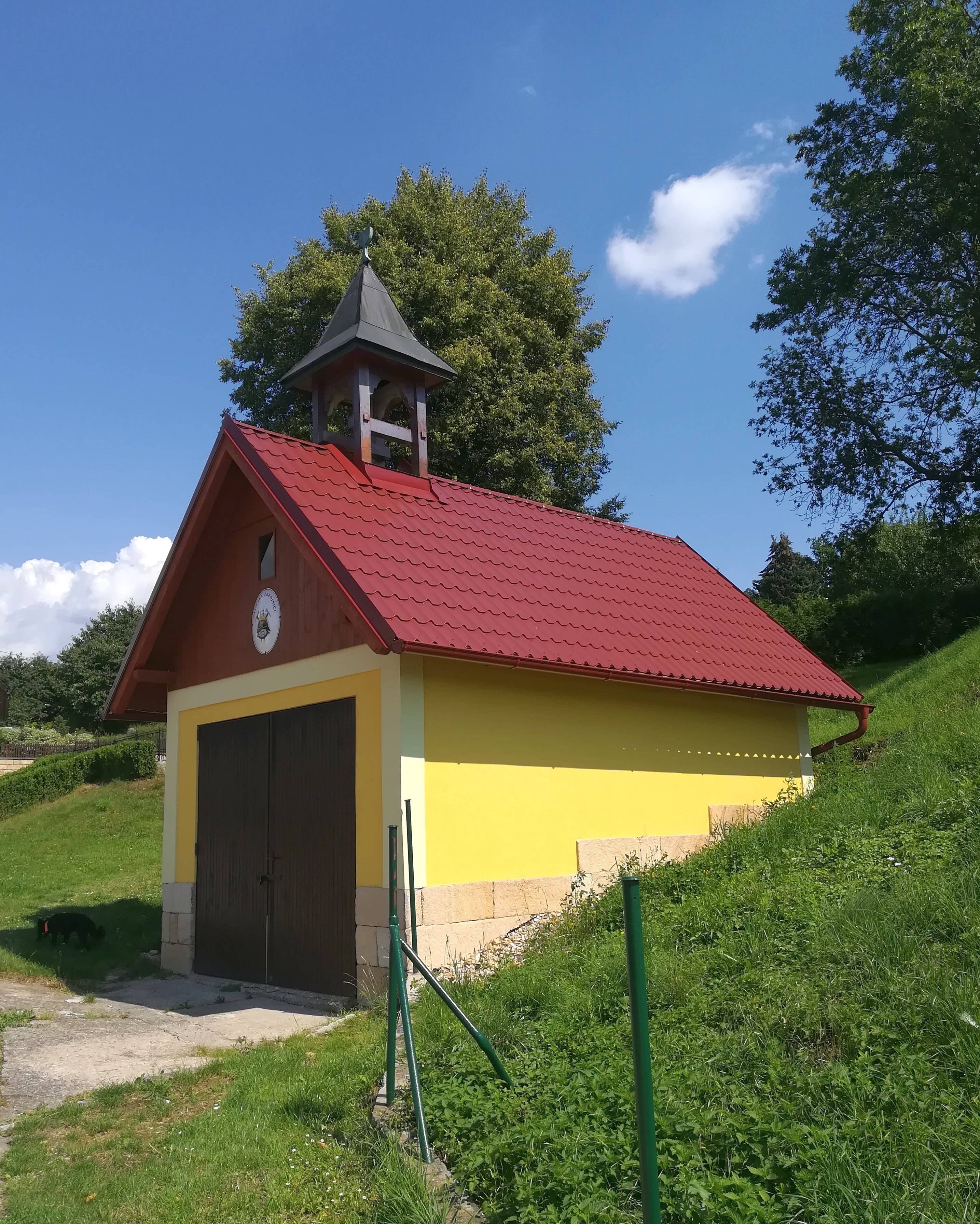
Hasičská zbrojnice
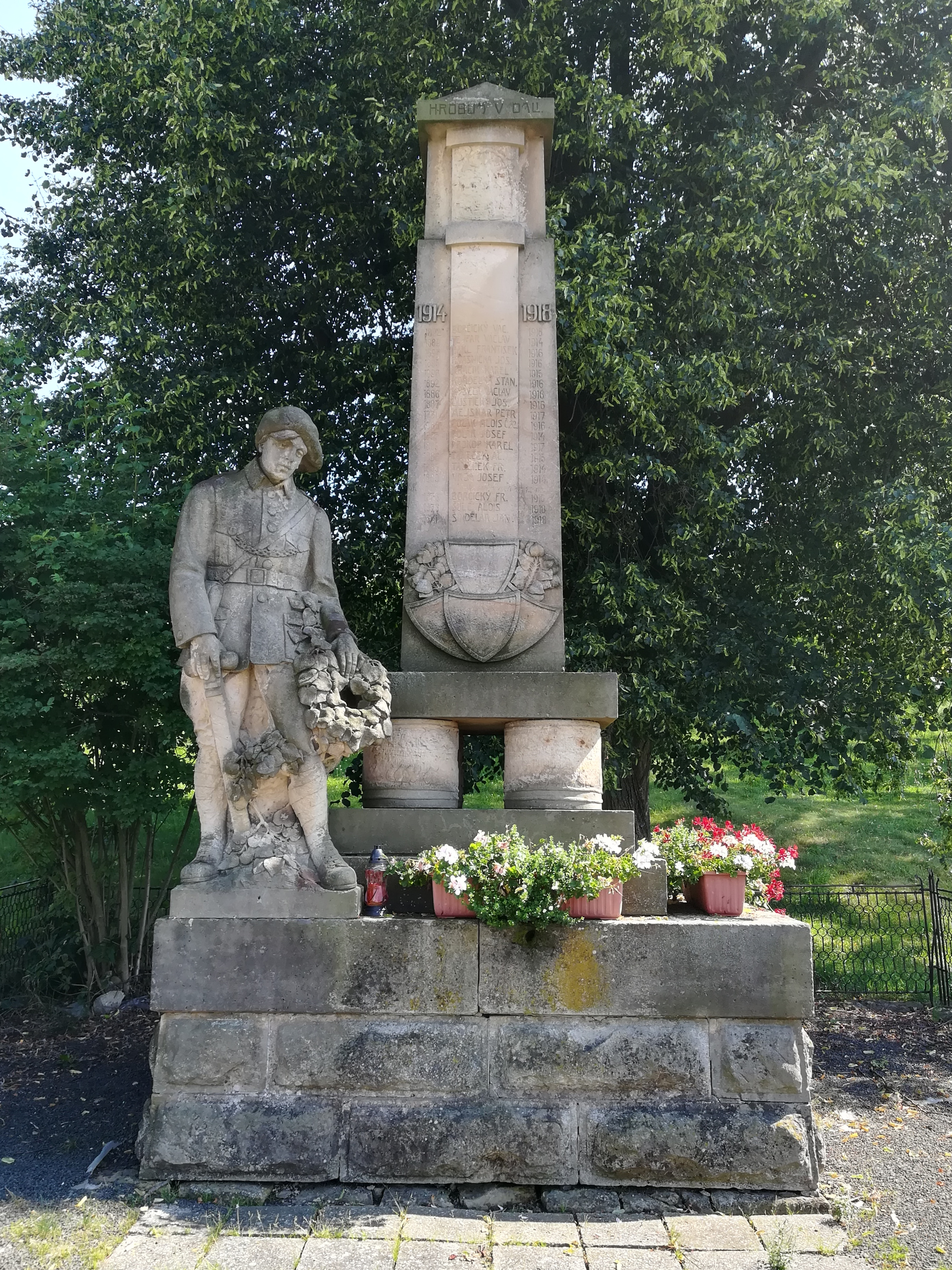
Pomník padlým v 1. světové válce
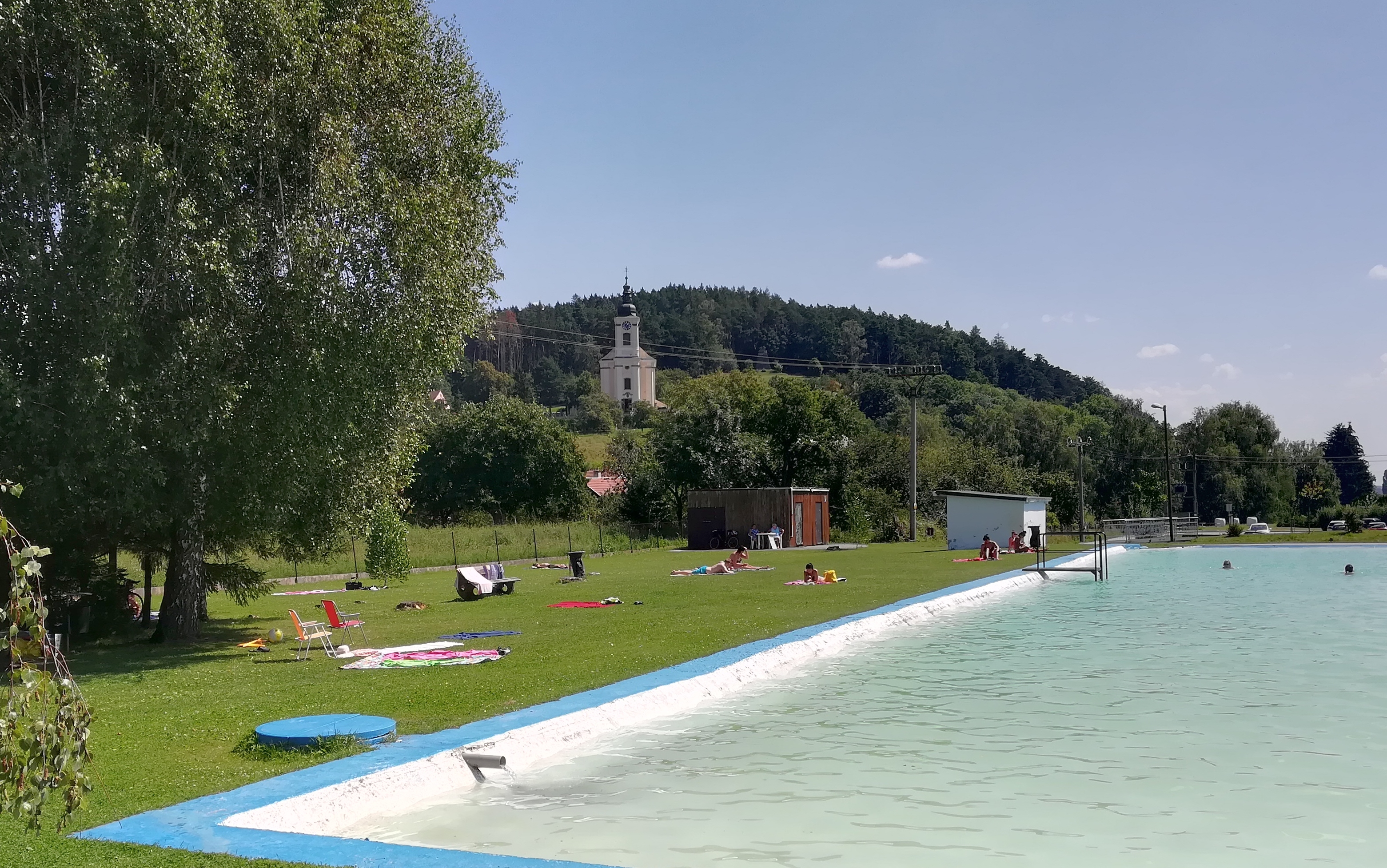
koupaliště